# Grundgraben (Hambach)
Der Grundgraben ist ein rechter  und westlicher Zufluss des Hambachs in den mittelfränkischen Landkreisen Ansbach und Weißenburg-Gunzenhausen.

## Verlauf
Der Bach entspringt nahe einem Feldweg südlich von Goldbühl auf einer Höhe von 454 m ü. NHN. Er fließt abschnittsweise am Rand einiger Waldgebiete vorbei und speist eine Weiherkette. An seinem Unterlauf bildet er in einem kurzen Abschnitt die Grenze zwischen den beiden Landkreisen. Nach einem Lauf von rund 1,6 Kilometern mündet er auf einer Höhe von 436 m ü. NHN nordwestlich von Oberhambach von rechts in den Hambach.